# Шавкатхожа Абдурахманов
Шавкатхожа Абдурахманов (нар. 14 серпня 1968) — киргизький футболіст, який грав на позиції нападника і півзахисника. Відомий за виступами в киргизькому клубі «Кизил-Кія» та низці узбецьких клубів. Кращий футболіст Киргизстану 1994 року.

## Кар'єра футболіста
Шавкатхожа Абдурахманов розпочав виступи в професійному футболі після проголошення незалежності Киргизстану у 1992 році в команді найвищого дивізіону Киргизстану «Семетей» з міста Кизил-Кія. У команді відзначався неабиякою результативністю, був одним із кращих бомбардирів перших чемпіонатів Киргизстану, відзначившись 56 забитими м'ячами в 64 зіграних матчах чемпіонату. У 1994 році Абдурахманова визнали кращим футболістом Киргизстану.
З 1995 року Шавкатхожа Абдурахманов виступав у клубах вищого дивізіону Узбекистану. У 1995—1996 роках він грав у складі клубу «Атласчі» з Маргілана, проте його результативність у сильнішій узбецькій першості значно скоротилась. У кінці 1996 року Абдурахманов грав у складі іншого узбецького клубу «Нефтчі» з Фергани, у складі якого став володарем Кубка Узбекистану. У 1997 році футболіст перейшов до складу іншого узбецького клубу «Навбахор» з Намангана, у складі якого у 1998 році став володарем Кубка Узбекистану. У 1999 році Абдурахманов став гравцем узбецького клубу «Андижан», у якому грав до кінця 2001 року. У 2002 році футболіст повернувся до рідного клубу, який на той час мав назву «Кизил-Кія», й у кінці року завершив виступи на футбольних полях.

## Виступи за збірну
25 жовтня 1992 року Шавкатхожа Абдурахманов зіграв свій єдиний матч у складі національної збірної Киргизстану в матчі міжнародного турніру проти збірної Казахстану.

## Титули і досягнення

### Командні
«Нефтчі» (Фергана)
- Володар Кубку Узбекистану: 1996

«Навбахор» (Наманган)
- Володар Кубку Узбекистану: 1998

### Особисті
- Кращий футболіст Киргизстану — 1994